# Katholikat von Aghtamar der Armenischen Apostolischen Kirche

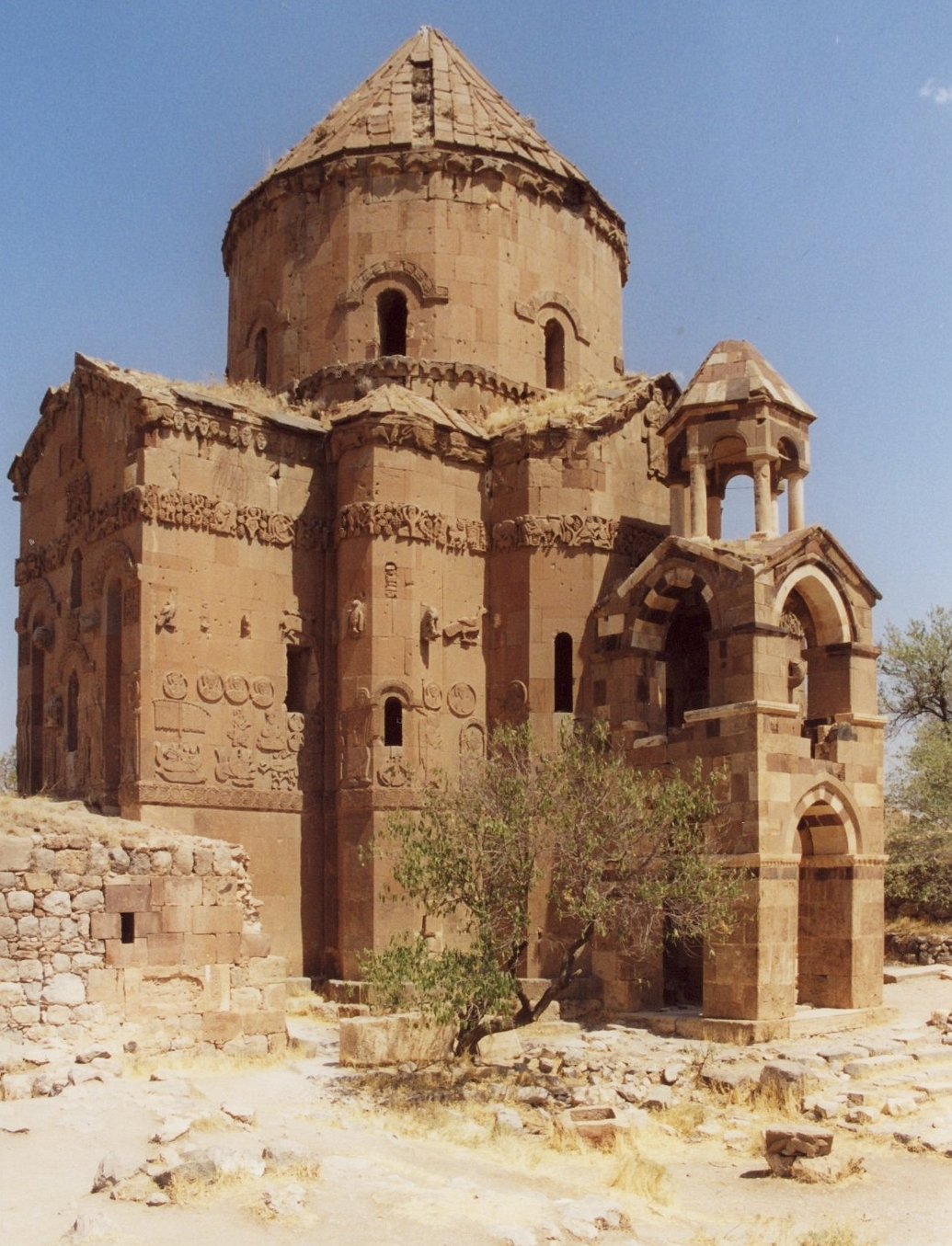
Die Kirche zum Heiligen Kreuz auf der Insel Aghtamar im Vansee.

Das armenische Katholikat von Aghtamar (Ałt'amar) war eine zeitweilig eigenständige Teilkirche der Armenischen Apostolischen Kirche.

## Anfänge
Aghtamar diente im 10./11. Jahrhundert als Residenz des Katholikos der Armenisch-Apostolischen Kirche. Ein eigenes Katholikat entstand in Aghtamar  1113 als Reaktion auf die strittige Wahl des im kilikischen Kleinarmenien amtierenden Katholikos Gregor III.  (1113–1166). Der Katholikos von Aghtamar beanspruchte zunächst allgemeine und oberste Zuständigkeit über die armenische Christenheit. 1114 wurde es deshalb seitens des nach Kilikien transferierten traditionellen Katholikats der Armenier exkommuniziert.
Residenz des Katholikos war die bedeutende Kloster- und Kirchenanlage auf der Insel Aghtamar. Wegen seiner gegenüber dem kilikischen Rivalen größeren Nähe zu den armenischen Siedlungsgebieten in Großarmenien übte dort das Katholikat von Aghtamar zeitweilig, auch jurisdiktionell, erheblichen Einfluss aus. Durch das 1441 neubegründete Katholikat von Etschmiadsin bei Wagharschapat wurde die Exkommunikation von Aghtamar aufgehoben. Doch scheiterte unter den Katholikoi Zacharias III. von Aghtamar (1434–1464) und seinem Nachfolger Stephanos V. (1465–1487) der Versuch, unter ihrer Führung das Katholikat von Etschmiadsin mit dem von Aghtamar zu vereinen.

## Jurisdiktionsbereich
In den späteren Jahrhunderten besaß das Katholikat von Aghtamar Jurisdiktion nur in Vaspurakan, im Gebiet um den Vansee, wobei die Stadt Van im 19. Jahrhundert sogar ausschied. Gleich dem Katholikat von Kilikien in Sis (heute in Antelias) galt jenes von Aghtamar in der Neuzeit nicht als schismatisch, sondern als Regional-Katholikat (ähnlich den armenischen Patriarchaten von Konstantinopel und Jerusalem). Der Katholikos von Aghtamar besaß das Vorrecht, Bischöfe zu ordinieren und Myron zu weihen. Im 16./17. Jahrhundert verlor das ehemalige Zentrum der ostarmenischen Kultur des Spätmittelalters an Ausstrahlungskraft und wurde spätestens im 19. Jahrhundert endgültig vom Kloster Varag mit seinem dynamischen Vorsteher Chrimian Hayrig abgelöst.

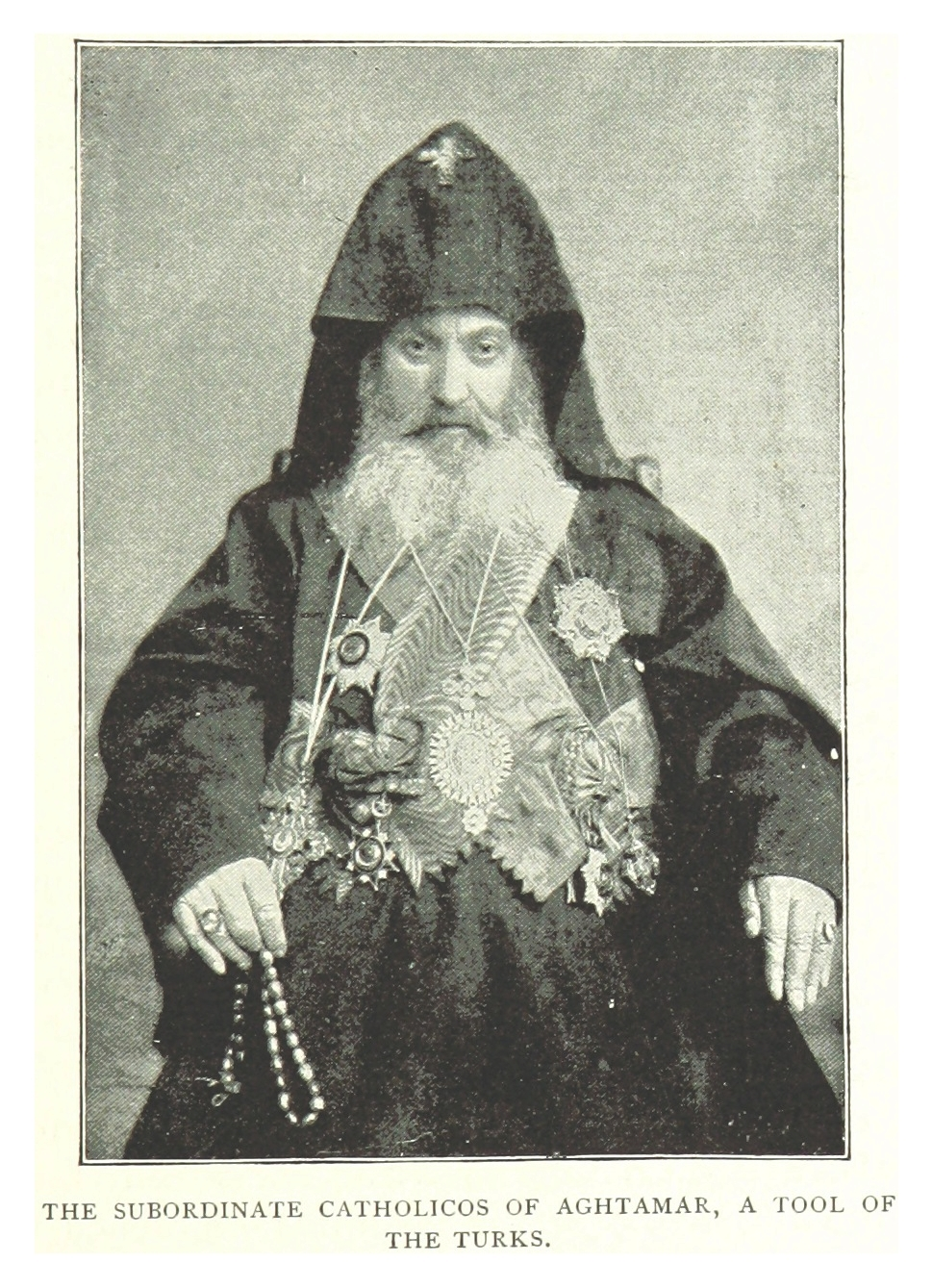
Khatchatur III., letzter Katholikos von Aghtamar

1910 zählte das Katholikat von Aghtamar zwei Diözesen mit 95.000 Seelen: die Diözese von Aghtamar mit 203 Kirchen und 70.000 Gläubigen sowie die Diözese von Chisan mit 69 Kirchen und 25.000 Gläubigen.

## Machtverlust und Ende
Die Artsruni monopolisierten den Sitz des Katholikos lange innerhalb ihrer Dynastie, gewöhnlich in der Abfolge Onkel → Neffe. In der Neuzeit ging die Autokephalie definitiv verloren. Im 17./18. Jahrhundert wurden die Katholikoi von Aghtamar durch den Katholikos von Etschmiadsin geweiht. Im 19. Jahrhundert beanspruchte das armenische Patriarchat von Konstantinopel Jurisdiktion über Aghtamar und versuchte mehrfach, das dortige Katholikat aufzuheben. Um Kontakte Auswärtiger mit dem abgelegen residieren Katholikos zu erleichtern, richtete Katholikos Khatchatur III. eine Festlandsresidenz im Kloster Akhavank (heute Gevaş), am Südufer des Vansees, ein. Die monastische Bruderschaft von Aghthamar nutzte Akhavank als Sommerkloster.
Die Kathedra des Katholikos von Aghtamar war bis 1895 regelmäßig besetzt. Danach amtierte noch ein locum tenens, zuerst der Wardapet Arsan Markarian († 1904). Durch Gesetz vom 28. Juli/10. August 1916 des osmanischen Justiz- und Kultusministeriums wurden die beiden Katholikate von Aghtamar und Kilikien (Sis) mit den beiden armenischen Patriarchaten von Konstantinopel und Jerusalem verschmolzen und einem mit Sahag II. nur kurzzeitig amtierenden „Katholikos-Patriarchen“ aller Armenier des Osmanenreiches mit Sitz in Jerusalem unterstellt. Im Unterschied zu Kilikien, Konstantinopel und Jerusalem lebte das Katholikat von Aghtamar anschließend nicht wieder auf.
Mit dem Völkermord an den Armeniern im Osmanenreich ging der Bischofssitz von Aghtamar wie die anderen armenischen Diözesen Kleinasiens unter.

## Weblink
- Seraphim von Glastonbury (William Henry Hugo Newman-Norton): The Forgotten Patriarchate: A Brief Historical Note on the Armenian Catholicosate of Aghtamar, (2013)